# Вільям Джозеф Донован
Вільям Джозеф «Дикий Білл» Донован (англ. William Joseph "Wild Bill" Donovan; 1 січня 1883, Баффало, Нью-Йорк — 8 лютого 1959) — американський військовик, адвокат, офіцер розвідки та дипломат. Донован був керівником Управління стратегічних служб, УСС, попередника Центрального розвідувального управління під час Другої світової війни. Він відомий як «Батько американської розвідки» та «Батько ЦРУ».
Нагороджений ветеран Першої світової війни, генерал Донован був єдиною людиною яка отримала усі чотири найвищі військові нагороди США: Медаль Пошани, Хрест «За видатні заслуги», Медаль Національної Безпеки та Медаль «За видатні заслуги» армії США. Він також нагороджений Срібною Зіркою та Пурпуровим Серцем, та численними нагородами інших держав за свої заслуги під час двох світових воєн.

## Біографія

### Ранні роки
Вільям Донован народився в Баффало, штат Нью-Йорк в сім'ї ірландського походження, яка належала до першої хвилі еміграції в Америку. Його батько — Тімоті П. Донован, походив із графства Корк; матір — Анна Летиція «Тіш» Донован, до шлюбу Леннон, була з Ольстера. Його дідусь Тімоті О'Донован старший був із містечка Скібереен, вихований дядьком, та одружений з бабусею Вільяма, Мері Магоні, яка належала до заможної сім'ї з великими статками, які, однак, не дісталися йому у спадок. Спочатку їхня сім'я переїхала до Канади, потім до Нью-Йорка, де їхній син Тімоті Донован молодший, батько Вільяма, намагався зробити собі політичну кар'єру, але безуспішно.
Вільям Джозеф навчався в колегії при Інституті святого Джозефа та Ніагарському університеті, перед тим як почав грати у футбольній команді при Колумбійському університеті. На футбольному полі він і отримав прізвисько «Дикий Білл» (англ. Wild Bill), яке залишилася з ним на усе його життя. Донован закінчив Колумбійський університет в 1905 та був членом братства «Фі Капа Псі» та «Мальтійські лицарі».
Донован був випускником Колумбійської школи права та став впливовим юристом на Волл-стріт.
В 1922 році Донован створив і очолив загін кавалерії міліції штату Нью-Йорк. Загін було мобілізовано на службу на кордоні США та Мексики під час урядової кампанії проти Панчо Вільї.

### Перша світова війна

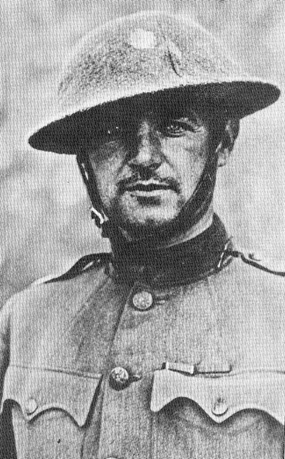
Майор Донован з «Бойовим 69-м», Франція, 1918.

Протягом Першої світової війни майор Донован організував та очолював 1-й батальйон 165-го полку 42-ї дивізії, легалізований загін прославленого 69-го нью-йоркського волонтерського корпусу («Бойовий 69-й», англ. Fighting 69th). У Франції одним з його помічників був Джойс Кілмер, його друг з Колумбійського коледжу. За виконання службових обов'язків біля Ляндр-е-Сан Жорж, Франція, 14 та 15 жовтня 1918 року він отримав Медаль Пошани. До закінчення війни його було підвищено до полковника, нагороджено Хрестом «За видатні заслуги» та Пурпуровим Серцем з двома дубовими гілками.

### Міжвоєнний період

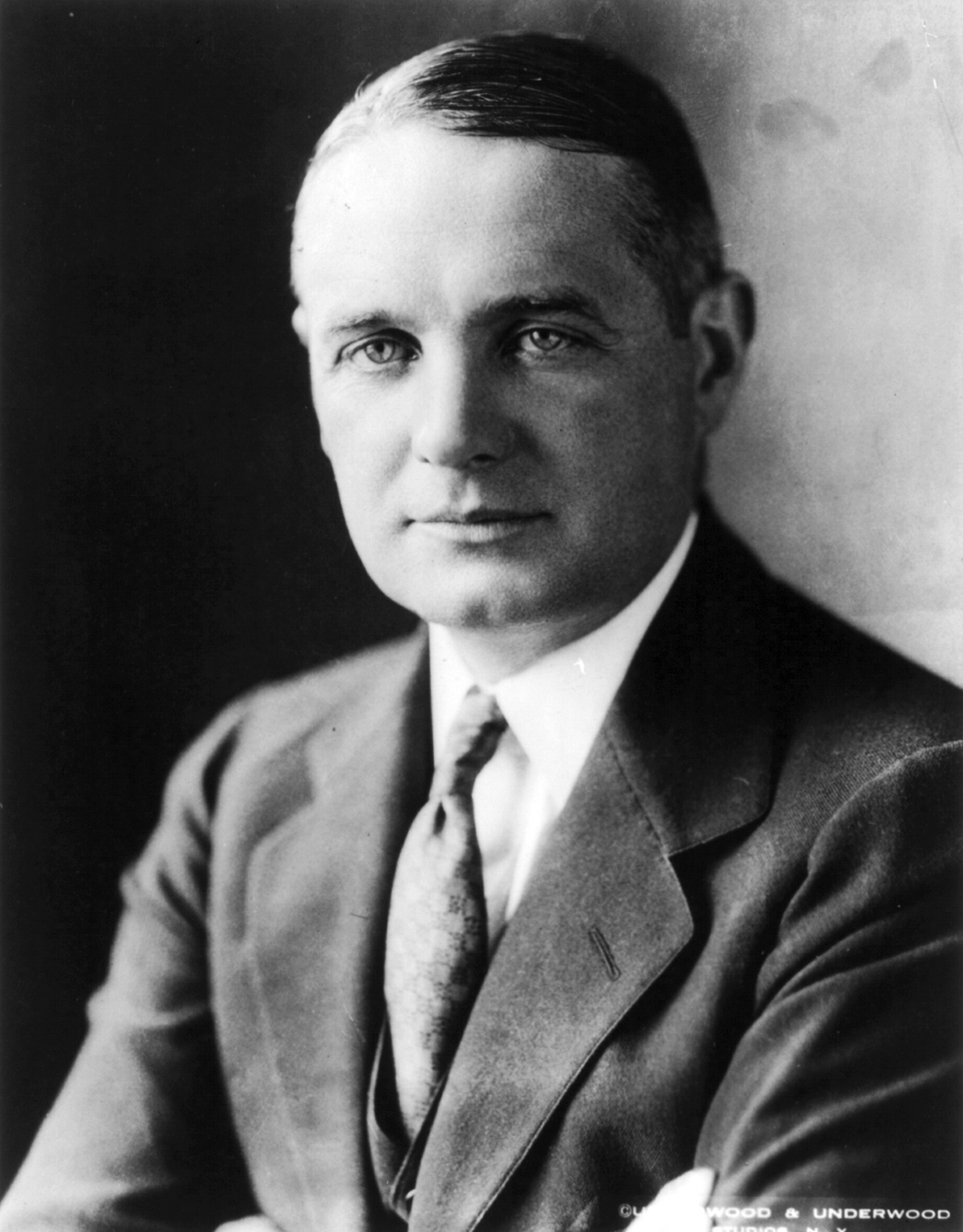
Донован у 1924 році, під час роботи у Міністерстві юстиції

З 1922 по 1924 рік він працював прокурором США у Західному окрузі Нью-Йорка, та прославився своїм завзяттям у дотримані Сухого закону. На цій посаді він отримав декілька погроз вбивства та мінування його будинку, але це його не бентежило. Він вважав що закон має виконуватися усіма. Після операції в елітному клубі «Сатурн» на авеню Делавер в Баффало (членом якого був і сам Донован), коли була вилучена велика кількість нелегального лікеру багато членів клубу ставилися до Донована як до зрадника, бо вважали, що Сухий закон їх не стосується.
У 1924 році президент Калвін Кулідж призначив Донована головним помічником прокурора генерала Гаррі М. Догерті в антимонопольному комітеті Міністерства юстиції США.
Донован працював, хоча безуспішно, представляючи республіканців на посаді заступника губернатора Нью-Йорка в 1922 та губернатором Нью-Йорка у 1932 році. У передвиборчій кампанії Донована його помічником був Джеймс Дж. Монтаґ, який працював «особистим радником та критиком кампанії».

### Друга Світова війна
Впродовж міжвоєнного періоду Донован багато подорожував Європою та зустрічався з лідерами зарубіжних країн, у тому числі з Беніто Муссоліні, очільником Італії. В ці роки Донован вірив та відкрито заявляв, що нові війни, які б охопили усю Європу, є неможливими. Його зарубіжний досвід та реалізм здобули йому увагу та прихильність президента Франкліна Д. Рузвельта. Вони належали до протилежних політичних партій, але мали схожі погляди.
Саме тому Рузвельт високо цінував Донована. Після вторгнення Німеччини та СРСР до Польщі у вересні 1939 та початку ІІ СВ у Європі президент Рузвельт почав переводити США на військові рейки. Це було справжнім крахом передбачень Донована, і він почав шукати своє місце у новій військовій структурі держави. За рекомендаціями друга Донована, міністра Військово-Морських сил США Френка Нокса, Рузвельт доручив йому виконання кількох надзвичайно важливих доручень. У 1940 та 1941 роках Донован відвідував Велику Британію як неофіційний дипломат, де за дорученням Нокса та Рузвельта він мав дізнатися про здатність Британії протистояти німецькій агресії. Впродовж своєї місії Донован зустрічав людей, що грали ключові ролі у військовій еліті Британії, в тому числі Вінстоном Черчиллем та директором Британської служби розвідки. Донован повернувся до США впевнений в обороноздатності Великої Британії та з мрією про створення Американської служби розвідки, створеною за аналогією з Британською.

### УСС
14 липня 1941 року Донована призначили Інформаційним Координатором (ІК). У цей час служби іноземної розвідки були розділеними та ізольованими одна від одної. Армія, Військово-Морські сили, Федеральне бюро розслідувань (ФБР), Державний департамент США, та інші проводили відособлені розвідувальні операції, результатами яких неохоче ділилися з іншими службами. Донован був номінальним директором цієї громіздкої системи, але весь наступний бій він провів юрисдикційних боях. Мало лідерів служб розвідки бажали ділитися владою, яку тогочасна система ad hoc гарантувала їм. Наприклад, ФБР під керівництвом суперника Донована Джона Едгара Хувера, наполягала на збереженні своєї автономії у Південній Африці.
Не дивлячись на це Донован почав закладати фундамент централізованої програми розвідки. Це він організував Нью-Йоркську штаб-квартиру ІК в кімнаті 3606 у центрі Рокфеллера в жовтні 1941 та попросив Аллена Даллеса очолити її; офіс, який займав Даллес знаходився прямо над приміщенням МІ6. У перші роки війни Донован завів близькі стосунки з Вінстоном Черчиллем та Стьюартом Мензісом, головою британської Секретної Служби, та багато чого навчися у них у мистецтві шпигунства.
В 1942 році ІК став Управлінням стратегічних служб (УСС) і Донован повернувся до активної роботи в Армії США у званні полковника, як і під час Першої світової війни (до кінця війни його підвищили до генерал-майора). Під його керівництвом УСС УСС врешті досягла результату в шпигуванні та саботажі в Європі та різних частинах Азії, але все ще не був допущений до операцій в Південній Африці, через ворожнечу з Хувером. До того ж, УСС було заблоковане від доступу до Філіппін через недоброзичливість генерала Дугласа Макартура, командира південно-західного тихоокеанського театру бойових дій.
До 1943 року відносини з британцями ставали дуже напруженими, тому що британська сторона вважала, що операції УСС інколи були без належної дисципліни та невідповідально керувалися, особливо щодо дій, які, як вони вважали, ставили під загрозу безпеку розшифрування коду Енігми, і частково через різноголосся у поглядах на повоєнний порядок у світі, так як ставало очевидно, що британське домінування припиняється і США стане новою ключовою силою.
Багато років операції УСС залишалися таємницею, але в 1970-1980-х роках, значна частина історії УСС була розсекречена до з'явилася у публічному доступі.

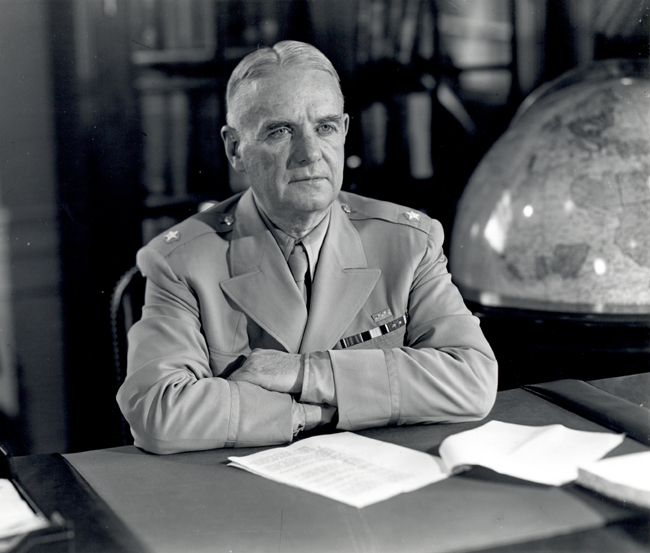
Донован, голова УСС

Коли Друга світова була близькою до завершення у 1945, Донован зосередився на збереженні УСС і в повоєнний час. Однак після смерті президента Рузвельта в квітні, політична позиція Донована, що була дуже вигідною через особисті стосунки з президентом, була істотно послабленою.
Хоча він твердо стояв на збереженні УСС, але йому опиралися числень опоненти, в тому числі президент Гаррі Трумен, який мав особисту неприязнь до Донована, як і Едґар Гувер, який розглядав УСС як суперника у розширені міжнародних розслідувань ФБР. Громадська думка відвернулася від Донована, коли консервативні критики згуртувалися проти спецслужб, які вони називали «Американське гестапо». Після того як Трумен розформував УСС у вересні 1945, Донован повернувся до цивільного життя. Різні відділки УСС функціонували і після розформування УСС, але менш ніж за 2 роки було створено ЦРУ — мрія Донована про створення централізованої розвідки в мирний час здійснилася.

### Проект «Сироватка правди»
В листопаді 1941 Донован авторизував дослідницьку програму для пошуку можливих «сироваток правди», щоб допомогти при допитах працівників та злочинців. Серед речовин які вивчали були сколопамін, опіум, марихуана, мескалін та тетра-гідро-канабінол ацетат. Останню речовину таємно використали на переговорах агента УСС Джорджа Х. Вайта з нью-йоркським гангстером Аугустом дель Ґаїзо, який частково надав інформацію про наркоторговців. Хоча Донован зрештою залишив програму, пізніше таку ж діяльність здійснювало ЦРУ під час суперечливої кампанії MKULTRA.

### Роль у створенні ЦРУ
Донован не мав офіційної посади у щойно створеному ЦРУ, але зі своїми протеже Алленом Даллесом та іншими, брав участь у його створенні. Як засновник та очільник УСС у роки світової війни, його думка була надзвичайно впливовою у питанні якою має бути служба розвідки у повоєнному світі, що набирав чітку двохполюсну форму. Хоча він представляв персону з якою мусили рахуватися, але його ідея об'єднання розвідки зустріла жорстку критику з боку держави, Військового та Військово-Морського міністерств та Едґара Гувера. Президента Трумена переконали у необхідності створення організації що зібрала та поширила б зарубіжну розвідку; Донован наполягав, що вона мусила б також проводити таємні операції. Трумен відносився не дуже прихильно до надання таких повноважень, але аргументи Донована переважили та були відображеними в Акті Держбезпеки у 1947 році та Акті ЦРУ у 1949. В 1946 році Трумен призначив адмірала Сідні Соерс на посаду першого директора ЦРУ. Це був важливий перший крок, але для створення ЦРУ потрібен був ще один, вирішальний голос Хойта Ванденберга. В 1947 році адмірал Роск Х. Хіллекоеттер був призначений першим директором ЦРУ.

### Повоєнна епоха
По закінченні війни Донован повернувся до звичної для себе справи юриста, щоб виконати свій останній обов'язок: він працював спеціальним помічником головного прокурора Роберта Г. Джексона на Нюрнберзькому військовому трибуналі у Німеччині. Там він мав нагоду бачити лідерів нацистів, які були відповідальні за знущання та вбивства захоплених членів УСС, та правосуддя над ними. Донован був переконаний, що генштаб Німеччини та офіцерський склад не слід карати так само як і нацистських лідерів, але він не отримав схвалення Трумена та Джексона та залишив команду обвинувачення.
За службу здійснену під час Другої світової війни Донован отримав дубову гілку до медалі «За видатні заслуги».
Після відмови від участі у процесі над військовими злочинцями нацистської Німеччини Донован повернувся на Волл Стріт та його успішної фірми «Донован, Леше, Ньютон та Ірвін». Він завжди допомагав президентам повоєнного періоди у питаннях, що стосувалися розвідки.
В 1949 році він став головою свіжо створеного Американського комітету по Об'єднаній Європі, який працював над новою загрозою для Європи — комунізмом, пропагуючи європейську політичну єдність. Віце-президентом був Аллен Даллес, та Вольтер Беделл Сміт був членом правління. Дослідження професора Джорджтаунського університету Джошуа Паула показали, що АКОЄ фінансував Європейський рух, найважливішу федералістську організацію у повоєнні роки. Наприклад, у 1958 році АКОЄ забезпечив 53.5 % фондів руху. Європейське Об'єднання Європи на 100 % фінансувалося АКОЄ. Джозеф Ретінгер, Роберт Шуман та Поль-Анрі Спаак виточили свої політичні кігті саме в ЄОМ.